# Сікельгайта Салернська
Сікельгайта або Гайта (Sichelgaita, Sigelgaita або Gaita; бл. 1040 — 16 квітня 1090) — лангобардська принцеса, донька князя Салернського Гваймара IV та друга дружина нормандського герцога Апулії Роберта Гвіскара. Її статус та походження зіграли важливу роль у підкоренні Робертом Гвіскаром земель у Південній Італії, легітимізуючи його правління, а також правління його наступників. Сікельгайта часто супроводжувала Роберта в походах і відома тим, що особисто брала участь у битвах. Після сметрі чоловіка вона продовжувала надавати важливу підтримку своєму синові, герцогу Апулії Рожеру I «Борса», і залишалася активно залученою до політики до самої смерті.

## Походження та раннє життя
Сікельгайта народилась у 1040 році в лангобардській родині князя Салернського Гваймара IV та його дружини Джемми. Про її раннє життя та виховання відомо небагато, але вона мала багато братів та сестер. На думку Бальфура, немає жодних підстав вважати, що вона отримала якусь військову чи іншу спеціальну освіту. Завдяки політиці союзу з нормандцями, її батько розширив вплив та кордони Салернського князівства у Південній Італпії, підпорядкувавши собі багато важливих міст. У 1052 році, коли Сікельгайта ще була дитиною, чотири її дядьки по материнській лінії вбили Гваймара IV в Салерно. Нормандські союзники Гваймара допомогли його брату Гі помститись вбивцям і звільнити брата Сікельгайти, Гізульфа II, якого оголосили новим князем Салерно. Одна з її сестер, Гайтельгріма, раніше вийшла заміж за зведеного брата Роберта, Дрого Отвільського, а інша Гайтельгріма пізніше вийшла заміж за племінника Роберта, Жордана I Капуанського.

### Шлюб з Робертом
Нормадці з'явились у Південній Італії ще до народження Сікельгайти, одним із найуспішніших з них був Роберт Гвіскар, який в 1057 році успадкував Апулійське графство від свого брата Онфруа. У певний момент завоювання Робертом земель у Південній Італії досягло моменту, коли йому потрібно було лігітимізувати свої здобутки за допомогою шлюбного союзу. Оскільки його син, Боемунд, був немовлям і занадто малим, щоб одружитися з Сікельгайтою, він вирішив одружитися з нею сам. Гізульф неохоче погоджувався на шлюб. Норвіч стверджує, що Гізульф завжди ненавидів нормандців і вважав їх варварами, але погодився за умови, що Роберт стримає свого молодшого брата Вільгельма Отвіля та Річарда I Дренго, які постійно нападали на Салернське князівство і захоплювали й ого землі. Натомість, за словами Валері Ідс, Гізульф пішов на шлюб через скасування простроченої сплати данини, яку Гізульф був винен Роберту. В будь-якому разі, Сікельгайта одружилася з Робертом у грудні 1058 року, після того, як Роберт розлучився зі своєю першою дружиною Альберадою через ймовірне кровне споріднення. Розлучення з Альберадою та шлюб із Сікельгайтою, вірогідно, були частиною стратегії союзу з рештою лангобардських баронів, князем яких був Гізульф. Наприкінці серпня 1059 року, на Мельфійському синоді Річард був возведений у титул герцога Апулійського папою Миколаєм II.

## Герцогиня Апулії
У перші кілька років шлюбу Сікельгайта виглядає політично неактивною. Скіннер пояснює, що її головною метою протягом перших кількох років було народження спадкоємців чоловічої статі, щоб забезпечити претензії Роберта на ломбардські землі. Вона почала згадуватися в хартіях поруч із Робертом у 1065 році, і оскільки Роберт часто конфліктував зі своїми сусідами та васалами, вона залишалася близькою до нього протягом усього їхнього шлюбу. Сікельгайта виявила своє амбіційне прагнення забезпечити своєму синові якомога раннє успадкування земель Роберта. Коли Роберт був близький до смерті у 1073 році, вона змусила їхніх васалів присягнути на вірність своєму старшому синові Рожеру як спадкоємцю замість свого старшого пасинка Боемунда. Окрім народження дітей, Роберт бажав з допомогою Сікельгайти зміцнити свої претензії на землю та забезпечити через її походження примирення з його лангобардськими васалами, які в іншому випадку повстали б через його статус іноземця, а також передало її престижне походження їхнім дітям.

### Конфлікт з Гізульфом Салернським
Незважаючи на шлюбний союз Роберта та Сікельгайти, брат Сікельгайти Гізульф II Салернський, мав напружені стосунки з Робертом. Роберт постійно здійснював загарбницькі завоювання земель навколо Салернського князівства, зокрема у 1073 році Роберт захопив Амальфійське герцогство. Сікельгайта намагалася стати посередником між братом і чоловіком, але за переказами, Гізульф пообіцяв їй, що зробить її вдовою. Роберт невдовзі відповів, розпочавши влітку 1076 року облогу Салерно. Після тривалої облоги в місті виник голод і Салерно здалося у грудні 1076 року, тоді як сам Гізульф з оточенням відійшли до внутрішньоїій цитаделі міста, де тримались до травня 1077 року. Після завоювання Салерно, Роберт і Сікельгайта зробили його новою столицею Апулійського герцогства замість Мельфі. Оскільки Сікельгайта була важливою для підтвердження легітимності правління Роберта, її час від часу визнавали співправителькою в Салерно, а двічі вона називалася герцогом, а не герцогинею в Салернських хартіях. Скіннер стверджує, що це Роберт визнавав, що права Сікельгайти на Салернське князівство є сильнішим за його власні.

### Військові кампанії 1080—1085 років

Південна Італія у 1084 році.

Сікельгайта часто супроводжував Роберта в його походах, але зазвичай для демонстрації легітимності для його лангобардських послідовників. Валері Ідс зазначає, що після завоювання Салерно та років, присвячених народженню дітей, її військова кар'єра набула обертів у 1080 році.
Її першою військовою метою була облога Трані в 1080 році, в той час як Роберт рушив розгромити повстанців в Таранто. Облога була успішною, і бунтівний Петро II Транійський мусив визнати поразку. Невідомо, якою мірою вона керувала облогою і чому Роберт її там залишив. Ідс припускає, що Роберт міг довіряти лише обмеженій кількості людей, які одночасно користувалися відданістю лангобардських військ. Вона припускає, що будь-який родич, який претендував на землі Роберта, міг легко його зрадити, і що йому потрібна була дружина як гарант вірності.
Сікельгайта також брав участь у Битві при Диррахії у 1081 році проти Візантійської імперії. Спочатку кажуть, що вона намагалася переконати Роберта не нападати на Візантійську імперію, бо стверджувала, що християни не повинні воювати з іншими християнами. Сікельгайта, ймовірно, брала участь з тих самих причин, що й раніше: брак вірних керівників та непохитне прагнення захистити інтереси свого сина та спадкоємця. Іншою можливістю може бути те, що загони, якими її доручали керувати складались з лангобардів і їм легше було прийняти керівництво Сікельгайти через її походження.
У 1083 році Сікельгайта повернувся до Італії разом з Робертом, щоб надати захист папу Григорія VII від імператора Священної Римської імперії Генріха IV. У 1084 році Роберт і Сікельгайта знову повернулись до боротьби з Візантією у другому поході, під час якого Роберт невдовзі захворів і помер 17 липня 1085 року на острові Кефалонія в присутності Сікельгайти.

#### Роль у битві
Чи брала Сікельгайта участь у битві, невідомо. Візантійська історикиня Анна Комніна, дочка імператора Олексія I Комніна, з яким Роберт та Сікельгайта билися в 1081 році під Диррахієм, писала в своїй «Олексіаді», що Сікельгайта була на полі бою в повному обладунку, збираючи війська Роберта списом, коли візантійська армія спочатку відбила їх і нормандці ризикували втратити єдність. За словами Скіннера, опис та розповідь Анни Комніни про Сікельгайту є спробою дискредитувати та знецінити нормандську армію, стверджуючи, що їм потрібна була лангобардська жінка, щоб змусити їх битися. Ідс додає, що розповідь Комніни є вигадкою, оскільки Сікельгайту не було б чутно в битві серед хаосу, і що єдиним способом для неї  комунікувати зі своїми військами, було б розмахувати прапором на списі позаду своїх військ. Комніна також зазначила, що Сікельгаїта була «як інша Паллада, якщо не друга Афіна» маючи на увазі її хоробрість. Ідс зазначає, що опис Сікельгаїти Комніною перегукується з римським описом Боудіки, і це не єдине посилання на іншу давнішу літературу, оскільки вона приписує їй цитату з «Іліади».
Джон Джуліус Норвіч стверджував, що «в ній ми стикаємося з найбільшим в історії наближенням до Валькірії. Жінка величезної статури та геркулесової фізичної сили, вона майже ніколи не залишала свого чоловіка — найменше в битві, одному з її улюблених занять. […] У такі моменти, велично кидаючись у бій, її довге світле волосся виривалося з-під шолома, оглушуючи друзів та ворогів гучними криками підбадьорення чи прокльонів, вона, мабуть, виглядала — навіть якщо не зовсім звучала — гідною зайняти своє місце серед дочок Вотана». Бальфур заперечує цю думку та каже: «Образ Сікельгайти як „Валькірії“ або принцеси-воїна є оманливим, оскільки немає жодних доказів того, що вона коли-небудь була справжнім бійцем».
Вільгельм Апулійський, тогочасний поет, якого наймав Рожер Борса, написав інший опис Сікельгайти у Битві при Діррахії у своїй поемі «Діяння Роберта Гвіскара». За словами Вільяма, вона нібито втекла, боячись за своє життя, під час битви, намагаючись потрапити на ворожий корабель після того, як зазнала поранення випадковою стрілою, але Бог врятував її від глузувань. Історик Пол Браун зазначає, що заступництво Вільяма згадується лише в кінці поеми, і що ім'я покровителя може бути сумнівним. Ідс припускає, що розповідь Вільяма могла бути вибором, заохоченим самою Сікельгайтою, щоб не затьмарювати свого сина, і що малоймовірно, що він брехав про бойове поранення, яке могли легко перевірити при дворі актори його поеми. Вона також додає, що ця розповідь пояснює, чому вона носила обладунки, адже «комбатантка чи ні, вона перебувала в небезпеці смерті або полону, як і будь-який з її військ».

## Вдівство
Після смерті Роберта, Сікельгайта визнала Рожера Борсу спадкоємцем його титулів, хоча сама залишалася активним гравцем. Скіннер припускає, що вона неохоче відмовлялася від влади та відходила у відставку на користь свого сина чи пасинка. Серед кількох хартій, які вона підписала зі своїм сином, вона передала євреїв Барі під керівництво архієпископа цього міста.
У своїй «Історії церкви» Ордерік Віталіс стверджує, що вона вивчала використання отрут у лікарів Салерніцької лікарні. Знаючи це, вона спробувала отруїти сина Роберта, Боемунда, але її спіймали та змусили дати йому ліки. Норвіч стверджує, що немає жодних доказів того, що це сталося, і що це, ймовірно, походить з точки зору, яка підтримує Боемунда як спадкоємця титулів Роберта. Сікельгайта мала повне право турбуватися про Боемунда, навіть попри те, що вони зрештою дійшли угоди, згідно з якою її син Роджер Борса отримав право успадкувати трон Роберта в герцогстві. Це не завадило Боемунду бачити своє законне право на спадщину батька як старшої дитини. На щастя для Сікельгайти, Боемунд не знайшов особливої підтримки серед васалів Рожера Борси.
На початку 1086 року Сікельгайта перебувала у Салерно і подарувала монастирю Монтекассіно місто Четраро на честь Роберта. Сікельгайта пожертвувала велику кількість срібла для свого здоров'я, коли вона хворіла іншого разу. Вона померла 16 квітня 1090 року й похована в Монтекассіно «за її волею».

## Родина
Чоловік — Роберт Гвіскар, герцог Апуліїй і Калабрії
Діти:
- Мод, старша донька, вийшла заміж за Раймонда Беренгара II Барселонського, а потім за Аймерика I, віконта Нарбоннського[48];
- Роджер Борса[49]
- син[49]
- Роберт Скаліо[49]
- Сибілла, одружена з Еблесом II, графом де Русі[48];
- Мейбл вийшла заміж за Вільяма де Гранмесніля[50];
- донька, одружена з Гуго V, графом Мену[48];
- Олімпіада, заручена з Константієм Дукою, сином Михайла VII Дуки та Марії Багратіоні, у 1074 році та отримала ім'я Єлена[51].

Історик Фердинанд Шаландон знайшов ще двох дочок Роберта та Сікельгайти:
- Цецилія, про яку нічого не відомо[48].
- Гайтельгріма, яка спочатку вийшла заміж за чоловіка на ім'я Дрого, а потім за іншого на ім'я Хамфрі[48].

## Сікельгайта в поп-культурі
- Сікельгайта представлений як неігровий персонаж у грі Age of Empires II: Definitive Edition через доповнення Lords of the West. Вона з'являється у сценарії «Боемунд та імператор» як лиходійка, злобна мачуха Боемунда, яка відмовляється допомагати йому боротися з норманами, а в заключній кат-сцені показано смерть Роберта Гвіскара від хвороби, з припущеннями, що вона його отруїла.

## Нотатки
1. ↑  Balfour suggests that she was in her late teens when she married Robert.[3]
2. ↑  It has been suggested that this Gaitelgrima was illegitimate and probably much older.[8]

### Первинні джерела
- Comnena, Anna (1928). The Alexiad. London: Routledge.
- The Deeds of Robert Guiscard (PDF). Leeds: University of Leeds. 2008. с. 1—67.
- Vitalis, Ordericus (1853). The ecclesiastical history of England and Normandy. London: Bohn. с. 367.

### Вторинні джерела
- Balfour, David (2014). A formidable sight. Medieval Warfare. Т. 4. Zupthen: Karwansaray BV. с. 13—18. JSTOR 48578332.
- Bloch, Herbert (1946). Monte Cassino, Byzantium, and the West in the Earlier Middle Ages. Dumbarton Oaks Papers. Т. 3. Dumbarton Oaks. с. 163—224. JSTOR 1291045.
- Brown, Paul (2011). The Gesta Roberti Wiscardi: A ‘Byzantine’ history?. Journal of Medieval History. Т. 37. United Kingdom: Taylor & Francis. с. 162—179.
- Chalandon, Ferdinand (1907). Histoire de la domination normande en Italie et en Sicile (French) . Т. 1. с. 283.
- Eads, Valerie (2005). Sichelgaita of Salerno: Amazon or Trophy Wife?. У Devries (ред.). Journal of Medieval Military History. Т. 3. Boydell & Brewer. с. 72—87. ISBN 9781846154058.
- Loud, Graham A. (1999). Coinage, Wealth and Plunder in the Age of Robert Guiscard. The English Historical Review. Т. 114. London: Oxford University Press. с. 815—843. JSTOR 580547.
- Loud, Graham A. (2000). The Age of Robert Guiscard: Southern Italy and the Norman Conquest. London: Routledge. ISBN 9781315846224.
- Norwich, John Julius (1992). The Normans in the South 1016-1130. London: Penguin. ISBN 9780140152128.
- Norwich, John Julius (1996). Byzantium: The Decline and Fall. Knopf. с. 18-19. ISBN 9780679416500.
- Skinner, Patricia (2000). 'Halt! Be Men!':Sikelgaita of Salerno, Gender, and the Norman Conquest of Italy. Gender and History. Т. 12. John Wiley & Sons. с. 622—641. ISSN 1468-0424.
- Stuard, Susan (1987). The Dominion of Gender: Women's Fortunes in the High Middle Ages. У Bridenthal (ред.). Becoming Visible: Women in European History. Houghton Mifflin Company. с. 157. ISBN 9780395419502.